# Sanjacado de Novi Pazar
El sanjacado de Novi Pazar (en serbio: Novopazarski Sandžak, en serbio cirílico: Новопазарски санџак, en turco: Yeni Pazar sancağı) fue un sanjacado (el segundo nivel de la unidad administrativa) del Imperio otomano que existió hasta las guerras de los Balcanes de 1912-1913 en el territorio de las actuales Montenegro y Serbia (incluyendo Kosovo). Da nombre a la moderna región del Sandžak y tenía su sede administrativa en la ciudad de Novi Pazar.

## Historia
Tras la definitiva conquista del Despotado de Serbia, último reducto del Imperio serbio conquistado por el Imperio otomano, la región fue incluida en la organización administrativa otomana. Fue parte del Sanjacado de Bosnia (1463), Eyalato de Bosnia (1580), después Vilayato de Bosnia (1865) y del Vilayato de Kosovo (1877), e incluía la mayor parte de la actual región del Sandžak (llamada así por el Sanjacado de Novi Pazar), que es parte de la región de Raška; así como partes del norte de Kosovo (área alrededor de Kosovska Mitrovica). Tenía su sede administrativa en la ciudad de Novi Pazar.

### Congreso de Berlín
En el Congreso de Berlín de 1878, el ministro de Austria-Hungría de Asuntos Exteriores, Gyula Andrássy, además de la ocupación de Bosnia y Herzegovina, obtuvo el derecho a estacionar guarniciones en el Sanjacado de Novi Pazar, que permaneció bajo administración otomana. El sanjacado conservaba la separación de Serbia y Montenegro, lo que era muy importante para otomanos y austrohúngaros, y las guarniciones austrohúngaras garantizaban un corredor del imperio hacia Salónica que «mantendría la mitad occidental de los Balcanes bajo su influencia permanente».
No obstante, las guarniciones austrohúngaras se retiraron en 1908 tras la anexión de los Habsburgo de la vecina Bosnia y Herzegovina.

### Guerras de los Balcanes
Después de las guerras de los Balcanes de 1912-13, que supusieron la desaparición del Imperio otomano de los Balcanes, el Sanjacado de Novi Pazar fue dividido entre los reinos de Serbia y Montenegro.

## Población
El Sanjacado de Novi Pazar estaba poblado mayoritariamente por serbios, bosniacos y albaneses. La etnogénesis de la mayoría de la población bosnia del sanjacado durante el dominio otomano estuvo marcada por las conversiones en masa al Islam y la aceptación de la cultura islámica. Aunque desde 1877 los bosnios del sanjacado quedaron administrativamente separados de Bosnia, en la época moderna siguen consituyendo un conjunto genético étnico y nacional.

## Ciudades principales
| - Novi Pazar - Sjenica - Prijepolje - Nova Varoš - Priboj | - Kosovska Mitrovica - Pljevlja - Bijelo Polje - Berane - Rožaje |